# بلاك بيري
بلاك بيري (بالإنجليزية: BlackBerry) ويعني (التوت الأسود)، هو نوع من الهواتف الذكية التي تدعم خدمة البريد الإلكتروني، تم تطويره من قبل شركة ريسرش إن موشن الكندية. يتميز البلاكبيري بشكل رئيسي بقدرته على استقبال وإرسال البريد الإلكتروني حيثما توفرت شبكة اتصالات خلوية لعدد كبير من شركات الاتصالات حول العالم، بالإضافة إلى تطبيقات الهواتف الذكية التقليدية (دفتر العناوين والتقويم وقوائم الواجبات وقدرات الهاتف المتعارف عليها، الخ). تشكل مبيعات بلاكبيري 3% من مبيعات الهواتف الذكية حول العالم في العام 2011م. تتوفر خدمة بلاكبيري حاليا في أكثر من 90 دولة.
تم طرح أول جهاز بلاكبيري في الأسواق على هيئة جهاز بيجر، أما الطراز الأكثر شيوعا، فقد تم طرحه في الأسواق سنة 2002، حيث امتاز بامتلاكه قدرات الهاتف المحمول ودفع البريد الالكتروني (Push Email) وخدمة الرسائل القصيرة وخدمة إرسال الفاكس عبر الإنترنت وتصفح الإنترنت والعديد من الخدمات اللاسلكية الأخرى.
تمكن جهاز البلاكبيري من اختراق الأسواق نتيجة قدرته على استقبال وإرسال البريد الإلكتروني، كما أن بلاكبيري توفر خدمة البريد الإلكتروني لأجهزة الشركات الأخرى مثل جهاز بالم تريو عن طريق برنامج بلاكبيري كونكت (BlackBerry Connect) لمن يرغب بتعريف أجهزة غير البلأكبري على برنامج بلاكبيري إنتربرايز سيرفر (BES).
كانت شاشة أول جهاز لبلاكبيري أحادية اللون، إلا أن الطرازات الحديثة تمتلك شاشات ملونة. تحتوي معظم أجهزة بلاكبيري على لوحات مفاتيح كويرتي التي تتميز بسهولة الكتابة عليها باستخدام الإبهامين فقط. كما أن هناك أجهزة أخرى تستخدم لوحة مفاتيح شورتايب (SureType)، كما تم طرح جهازين يستخدمان شاشة تعمل باللمس. يتم التحكم بالجهاز بشكل رئيسي باستخدام كرة التحكم التي تقع تحت الشاشة في المنتصف، أما الأجهزة الحديثة (مثل بلاكبيري 9700 وبلاكبيري كرف 8520/8530) فتستخدم لوحة صغيرة للتحكم باللمس بدلا من الكرة، كما يوجد عدد من الأجهزة التي تعمل على شبكة أي دي إي إن (iDEN) وتمتاز بخدمة ادفع لتتكلم الشبيهة بالراديو المستقبل-المرسل.
تستخدم أجهزة بلاكبيري الحديثة العاملة على شبكة جي إس إم (GSM) معالج إيه.آر.إم 7 أو 9 (ARM)، بينما تستخدم الأجهزة القديمة 950 و 957 معالج إنتل 80386.
أعلنت شركة بلاك بيري أن جميع هواتفها وأجهزتها اللوحية التي تعمل بأنظمة تشغيل بلاك بيري القديمة ستتوقف عن العمل اعتبارا من 4 يناير 2022.

## نظام التشغيل
يستخدم البلاك بيري نظام تشغيل متعدد المهام صممته شركة نوكيا. وهو ما يمكن الجهاز من التعامل مع المدخلات الواردة عبر عجل التسيير (للأجهزة المصنعة ما بين 1999 و 2008) وكرة التسيير (12 سبتمبر عام 2006 إلى الوقت الحاضر) ولوحة التسيير (سبتمبر 2009 إلى الوقت الحاضر). يدعم نظام التشغيل تقنية جافا إم أي دي بي 1.0 (1.0 MIDP) وبروتوكول التطبيقات اللاسلكية 1.2. بإمكان الإصدارات الأقدم من نظام التشغيل أن تتزامن مع البريد الإلكتروني والتقويم في برنامج ميكروسوفت إكستشانج سيرفر والبريد الإلكتروني في برنامج لوتس دومينو. يوفر نظام التشغيل الحالي (الإصدار الخامس) مجموعة جزئية من تقنية إم أي دي بي 2.0 (MIDP 2.0)، ويسمح بتفعيل لاسلكي كامل وتزامن مع البريد الإلكتروني والتقويم والمهام والملاحظات ودفتر العناوين لبرامج مايكروسوفت إكستشانج ونوفل جروب وايز ولوتس نوتس.
بإمكان المبرمجين المستقلين أن يطوروا برامج باستخدام واجهات برمجة التطبيقات السابق ذكرها بالإضافة إلى الواجهة التي تمتلكها ريسيرش إن موشن، لكن يشترط على أي تطبيق يستخدم خصائص معينة محظورة في البلاكبيري أن يتم توقيعه رقميا ليصبح من الممكن ربطه بحساب مبرمج عند ريسيرش إن موشن، وتضمن إجراءات التوقيع الرقمي حقوق تطوير التطبيق، لكنها لا تضمن جودته أو مستوى أمانه.
هاتف BlackBerry Z10 هو الهاتف المنتظر، فبعد مدة طويلة تجاوزت السنة التي لم تعلن خلالها RIM عن أي جهاز بمواصفات عالية هاهي تعود بهذا الجهاز القوي بمواصفات عالية كما أنه يأتي محملا بنظام جديد كليا وهو BlackBerry 10 والذي انتظرناه كثيراً وكان قد تم تأجيله أكثر من مره لكن قررت أخيرا بلاك بيري الكشف عنه خصوصا أن هذا النظام يعطيك تجربة استخدام رائعة تختلف عن بقية الأنظمة.

## وحدة المعالجة المركزية
احتوت أجهزة بلاكبيري القديمة على معالج إنتل إنتل 80386. تحتوي سلسلة بلاكبيري 8000 على معالج ايه أر إم إكس سكيل (ARMv5TE PXA900) بسرعة 312 ميجاهيرتز، باستثناء طراز بلاكبيري 8707 الذي يستخدم مجموعة شرائح كوالكوم 3250 بسرعة 80 ميجا هيرتز؛ ذلك لأن شرائح PXA900 لا تدعم شبكة 3 جي، وهو ما يعني أن طراز 8707 يستغرق وقتا أطول لتنزيل وعرض صفحات الإنترنت عبر شبكة 3 جي مقارنة بطراز 8700 الذي يعمل على شبكة الجيل 2.75 (إدج). في مايو 2008، طرحت شركة ريسيرتش إن موشن سلسلة بلاكبيري 9000 المزودة بمعالج إكس سكيل بسرعة 624 ميجا هيرتز. يستخدم جهاز بلاكبيري 8250 معالجا بسرعة 512 ميجا هيرتز، كما يستخدم جهاز بلاكبيري 9800 نسخة أحدث من معالج طراز 9000، ولكن بنفس السرعة.

## كيفية الاتصال اللاسلكي

### خادم بلاك بيري للمؤسسات
يتم استخدام أجهزة بلاكبيري داخل نظام البريد الإلكتروني للمؤسسة من خلال نظام برامج يدعى خادم بلاك بيري للمؤسسات بي إي إس (BES)، حيث تتوفر العديد من نسخ BES التي يمكن استخدامها مع أنظمة مايكروسوفت إكستشانج سيرفر ولوتس دومينو ونوفل جروبوايز، كما قامت جوجل بتصميم وصلة تمكن المستخدمين من استخدام BES في تطبيقات جوجل. في حين أن المستخدمين الأفراد قد يكونون قادرين على استخدام خدمة البريد الإلكتروني التي يوفرها مزود خدمة الإنترنت اللاسلكي دون الحاجة إلى اعداد الـ BES نفسه، إلا أن المؤسسات عادة ما تشغل BES على شبكتهم الخاصة، كما توفر بعض الشركات خدمة استضافة حلول BES على خوادمها. لكل بلاك بيري رقم تعريفي خاص به يسمي PIN، والذي يستخدم لتعريف الجهاز للـ BES. الجدير بالذكر أنه بالإمكان استخدام نسخة مجانية من BES تسمى BES إكسبرس.
يعمل BES كناقل للبريد الإلكتروني لحسابات بريد المؤسسات الإلكترونية حتى يتمكن المستخدمون من الوصول إلى رسائلهم فور وصولها. يرصد البرنامج بريد المستخدمين المحلي، وعندما تأتي رسالة جديدة، فإنه يلتقط الرسالة ويمررها إلى مركز عمليات الشبكة (NOC) شركة أر أي إم. وبعد ذلك يعاد إرسال الرسالة إلى مزود المستخدم اللاسلكي، والذي بدوره يوصلها إلى جهاز البلاكبيري الخاص بالمستخدم.
تعرف تقنية نقل البريد الإلكتروني بدفع البريد الإلكتروني، لأن كل رسائل البريد الإلكتروني الجديدة وجهات الاتصال وإدخالات التقويم والمهمات وإدخالات المذكرات الداخلية يتم دفعها إلى جهاز البلاك بيري تلقائيا ولحظيا (على عكس قيام المستخدم بمزامنة البيانات يدويا أو على أساس اقتراع خوادم البريد الإلكتروني على فترات). يدعم البلاكبيري اقتراع البريد الإلكتروني أيضاً، وهي الطريقة التي يستخدمها لدعم POP. يقوم جهاز البلاكبيري بتخزين محتويات البريد الإلكتروني على قرصه الصلب، وهو ما يمكن المستخدم من الوصول لمحتويات البريد في المناطق التي لا تتوفر فيها الخدمات اللاسلكية. وبمجرد أن يتصل المستخدم مرة أخرى، يقوم الـ BES بتحديث البيانات على الجهاز.
أدرجت في النماذج الجديدة للبلاكبيري القدرة على تتبع الموقع الحالي للجهاز عن طريق التثليث المساحي دون الحاجة لاستخدام نظام تحديد الموقع العالمي، مما يزيد من فعالية البطارية. ومع ذلك، فإن دقة التثليث المساحي للبلاكبيري تكون أقل من تلك الخاصة بنظام تحديد الموقع العالمي وذلك يرجع إلى عدد من العوامل، مثل حجب إرسال البرج الخليوي بسبب البنايات الضخمة، أوالجبال، أو المسافة.
تزود BES الأجهزة المحمولة بالقدرة على الاتصال ب TCP/IP من خلال مكون يسمى «خدمة بيانات المحمول -خدمة الاتصال» (MDS-CS). وذلك يسمح بتطوير تطبيقات مخصصة باستخدام دفق البيانات على أجهزة البلاك بيري على أساس منصة جافا ام إي التي توفرها صن ميكروسيستمز.
بالإضافة إلى ذلك، يوفر BES أمن الشبكة على شكل تريبل ديس، وفي الآونة الأخيرة، تعمية إيه إي إس (AES) لتشفير كافة البيانات (كلاً من البريد الإلكتروني، وسير MDS) التي تنتقل بين محمول البلاك بيري وخادم بلاك بيري للمؤسسات.
يعرض معظم مزودي خدمة بلاكبيري تسعيرا شهريا ثابتا لنقل كمية غير محدودة من البيانات بين أجهزة البلاكبيري و BES. يمكن للمؤسسات، بالإضافة إلى استقبال البريد الإلكتروني، أن تصمم شبكات داخلية أو تطبيقات داخلية مخصصة تستخدم كميات غير متابعة من معدل نقل البيانات.
مع الإصدارات الحديثة من أجهزة البلاكبيري، لم تعد هناك حاجة لاستخدام مكون MDS للوصول إلى البيانات لاسلكيا. بداية من نظام التشغيل 4.0، يمكن لأجهزة البلاكبيري المحمولة الوصول إلى الإنترنت (أي وصول حزمة بروتوكولات الإنترنت (TCP/IP)) دون MDS حيث أنه لم يكن من الممكن الوصول إلاَّ إلى الإيميل ونظام التطبيقات اللاسلكية بدون BES/MDS سابقا. ولايزال الـ BES/MDS مطلوبا من أجل الحصول على بريد إلكتروني، وتطبيقات، وبيانات أمنة تستلزم استخدام الواب من شركات المحمول التي لا توفر خدمة الواب.

### خدمة إنترنت بلاك بيري
البديل الرئيسي لخادم بلاكبيري للشركات هو خدمة انترنت بلاكبيري. تتوفر خدمة إنترنت بلاكبيري في 91 دولة حول العالم، حيث تم تطويرها لاستخدام المستهلك العادي بدلا من رجل الأعمال. تسمح خدمة إنترنت بلاكبيري بالتكامل مع تقنية IMAP و POP3 وذلك حتى عشرة حسابات بريد إلكتروني تشمل خدمات الإنترنت الشائعة مثل جيميل وهوتميل وياهو. تسمح خدمة إنترنت بلاكبيري أيضا باستخدام قدرات «الدفع» المتوفرة في العديد من التطبيقات التي تصممها شركة بلاكبيري مثل تطبيقات التراسل الفوري وتطبيقات الشبكات الاجتماعية (فيسبوك وتويتر وماي سبيس).

## البرامج المدعمة

### مرسال بلاك بيري
تستخدم أجهزة بلاكبيري الحديثة برنامجا خاصا بها اسمه «مرسال بلاكبيري» ويرمز له اختصار ب «بي بي إم» (BBM)، الذي يستخدم لإرسال واستقبال الرسائل باستخدام رقم التعريف الشخصي (PIN) أو الرمز الشريطي (barcode). يسمح مرسال بلاكبيري بإرسال رسائل فورية عبر العالم دون الحاجة لدفع رسوم الرسائل القصيرة، كما يمكن إظهار صورة شخصية واسم ورسائل شخصية، بالإضافة إلى إرسال واستقبال التنبيهات. تم إطلاق النسخة الخامسة من مرسال بلاكبيري في السادس من أكتوبر 2009، حيث تمت إضافة العديد من الخصائص التي تتضمن التعرف على الرمز الشريطي من أجل إضافة أفراد أو إنشاء مجموعات أو تشارك إحداثيات نظام تحديد الموقع العالمي. تكمن الفائدة الحقيقية لمرسال بلاكبيري في أنه يمكن المستخدم من الاتصال بمستخدمين اخرين بشكل فوري حول العالم.

### برمجيات الشركات الأخرى
تتوفر العديد من البرمجيات التي صممتها شركات أخرى للعمل على أجهزة بلاك بيري مثل أنظمة إدارة قواعد البيانات، والتي يمكن استخدامها لدعم مستخدمي برامج إدارة علاقات العملاء والتطبيقات الأخرى التي قد تتعامل مع كميات كبيرة من بيانات معقدة. أصبحت مجموعة برامج محرر الصور التي تنتجها شركة تكنولوجيا المعلومات الباكستانية «فايف ريفرز» أكثر برمجيات بلاك بيري المدفوعة الثمن مبيعا في عالم بلاك بيري للتطبيقات.

## الأسماء المستعارة
انتشر اسم «كراك بيري» لجهاز البلاك بيري في العامية الإنجليزية، في إشارة إلى شكل من اشكال الكوكايين المعروف باسم «كراك». أصبح استخدام مصطلح كراك بيري منتشرا على نطاق واسع لدرجة أنه تمة تسمية مصطلح «كراك بيري» على أنها «الكلمة الجديدة للعام» في نوفمبر 2006 في قاموس وبستر نيو وورلد كوليج. الجدير بالذكر أن هناك منتدى شعبيا على الإنترنت لمستخدمي جهاز البلاكبيري يعرف ب «كراك بيري دوت كوم» (crackberry.com).

## موديلات البلاك بيري
- طُرز البيجر القديمة: 850، 857، 950، 957
- الموديلات أحادية اللون القائمة على الجافا: سلسلة 5000 وسلسلة 6000
- موديلات اللون الأول: سلسلة 7200، وسلسلة 7500 وسلسلة 7700
- موديلات فيرست شور تايب فون: سلسلة 7100
- موديلات بلاكبيري الحديثة (2006—2008): سلسلة 8000 - 8830 - ومنها: بلاك بيري 8800، وبلاكبيري بيرل، وبيرل فليب وبلاكبيري كيرف
- أحدث موديلات البلاكبيري (2008—2009): سلسلة 8900 + واي فاي: بلاك بيري بولد (9000)، وبلاك بيري كيرف 8900، وبلاكبيري تور (9630)، وبلاكبيري ستورم (9500/9530)
- بلاك بيري ستورم 2 (9520/9550) (2009): بلاك بيري ستورم 2 [16]
- بلاك بيري بولد (2009): بلاك بيري 9700 (9700) [17]
- بلاك بيري بولد (2010): بلاك بيري 9650 (9650)

أجهزة بلاك بيري 6:
- بلاك بيري بولد (2010): بلاك بيري 9780 (9780)
- بلاك بيري بيرل (2010): بلاك بيري بيرل 3 جي 9100/9105 (9100/9105)
- بلاك بيري ستايل (2010): بلاك بيري ستايل (9670)
- بلاك بيري كيرف (2010):بلاك بيري كيرف 9300 (9300)
- بلاك بيري تورش (2010): بلاك بيري تورش 9800 (9800)

أجهزة بلاك بيري 7:
- بلاك بيري بولد (2011): بلاك بيري بولد المطوّر (9900)
- بلاك بيري تورش (2011): بلاك بيري تورش (9860)
- بلاك بيري تورش (2011): بلاك بيري تورش (9810)
- بلاك بيري كيرف (2011): بلاك بيري كيرف (9360)
- بلاك بيري بورشه (2011): بلاك بيري بورشه (P'9981)
- بلاك بيري بولد (2011): بلاك بيري بولد (9790)
- بلاك بيري كيرف (2011): بلاك بيري كيرف (9380)
- بلاك بيري كيرف (2012): بلاك بيري كيرف (9220)

أجهزة بلاك بيري 10:
- بلاك بيري (2013) Z10: بلاك بيري زد 10
- بلاك بيري (2013) Q10: بلاك بيري كيو 10
- بلاك بيري (2013) Q5: بلاك بيري كيو 5
- بلاك بيري (2013) Z30: بلاك بيري زد 30

## هواتف مع البريد الإلكتروني للعميل على البلاكبيري
تم إطلاق العديد من الهواتف المحمولة غير البلاكبيري والتي تضم خصائص البريد الإلكتروني للعميل على البلاكبيري والتي تتصل بخوادم البلاكبيري. وتمتلك الكثير من هذه الهواتف لوحة مفاتيح QWERTY كاملة
- AT&T Tilt يعمل على 3G/HSDPA/850/900/1800/1900

ميجا هرتز شبكة جي إس إم، 240 × 320 بكسل الشاشات التي تعمل باللمس، بلوحة مفاتيح QWERTY.
- HTC ميزة X7500
- HTC TyTN يعمل على 3G/HSDPA/850/900/1800/1900 ميغاهرتز شبكة جي إس إم، 240 × 320 بكسل الشاشات التي تعمل باللمس، بلوحة مفاتيح QWERTY
- موتورولا MPx220 (نماذج مختارة فقط)، ويعمل على شبكة جي إس إم 850/900/1800/1900 ميغاهيرتز، شاشة 176 × 220 بكسل
- نوكيا 6810 يعمل على شبكة جي إس إم 900/1800/1900، وشاشة 128 × 128 بكسل
- نوكيا 6820 يعمل على شبكة جي إس إم 900/1800/1900 ميجا هيرتز، والبديل الاميركي على شبكة جي إس إم 850/1800/1900، وشاشة 128 × 128 بكسل
- نوكيا 9300 يعمل على شبكة جي إس إم 900/1800/1900 ميجا هيرتز، وشاشة 128 و 128 و 640 × 200 بكسل
- نوكيا 9300i يعمل على شبكة جي إس إم 900/1800/1900 ميجا هيرتز، وشاشة 128 × 128 و 640 × 200 بكسل
- نوكيا 9500 يعمل على شبكة جي إس إم 900/1800/1900 ميجا هيرتز، وشاشة 128 × 128 و 640 × 200 بكسل
- نوكيا c3 يعمل على شبكة جي إس إم 900/1800/1900
- كل سلسة هواتف نوكيا E (باستثناء موديلات نوكيا E71 ونوكيا E66)
- Qtek 9100 يعمل على شبكة جي إس إم 850/900/1800/1900 ميغاهيرتز، وشاشة باللمس 240 × 320 بكسل ولوحة المفاتيح QWERTY
- Qtek 9000 يعمل على شبكة جي إس إم 3G-UMTS/850/900/1800/1900ميجا هيرتز، وشاشة باللمس 640 × 480 بكسل، ولوحة مفاتيح QWERTY
- سامسونج T719 يعمل على شبكة جي إس إم 850/900/1800/1900 ميغاهيرتز، وشاشة 176 × 220 بكسل
- سيمنس SK65، يعمل على شبكة جي إس إم 900/1800/1900 ميجا هيرتز، وشاشة 132 × 176 بكسل
- سوني إريكسون P910 يعمل على شبكة جي إس إم 900/1800/1900 ميجا هيرتز، والبديل الأمريكي والصيني على 850/1800/1900، وشاشة 208 × 320 بكسل
- سوني إريكسون P990
- سوني اريكسون M600i
- سوني اريكسون P1

## رقم التعريف الشخصي للبلاك بيري
رقم تعريف بلاك بيري (BlackBerry PIN) هو رقم تعريفي يتكون من ثمانية رموز ست عشرية يتم تعيينها لكل جهاز بلاكبيري. لا يمكن تغيير أرقام التعريف يدويا (مع أن تقنيي بلاك بيري قادرون على إعادة تهيئة أرقام التعريف من الخادم) حيث تكون مؤمنة لكل جهاز. يمكن لأجهزة البلاكبيري أن تراسل بعضها عن طريق استخدام رقم التعريف الشخصي مباشرة أو باستخدام تطبيق مرسال بلاكبيري.

## الشهادات
توفر ريسيرش إن موشن العديد من الشهادات المتخصصة في مجالات معينة في تقنية بلاك بيري، حيث تنقسم إلى شهادات تقنية وشهادات المؤسسات:

### شهادات التقنية
توفر ريسيرش إن موشن الشهادات التقنية التالية:
- أخصائي دعم بلاك بيري معتمد (BlackBerry Certified Support Specialist).
- أخصائي دعم خادم بلاك بيري معتمد (BlackBerry Certified Server Support Specialist).
- مدير نظام بلاك بيري معتمد (BlackBerry Certified System Administrator).
- مصمم حلول بلاك بيري معتمد (BlackBerry Certified Solution Designer).
- مصمم تطبيقات بلاك بيري معتمد (BlackBerry Certified Application Developer).
- مندوب مبيعات تقنية بلاك بيري معتمد (BlackBerry Certified Technical Sales Professional).
- مدرب بلاك بيري معتمد (BlackBerry Certified Trainer).

### شهادات المؤسسات
توفر ريسيرش إن موشن شهادات المؤسسات التالية:
- مركز تدريب بلاك بيري معتمد (Blackberry Certified Training Center).
- موزع بلاكبيري معتمد (BlackBerry Certified Reseller).

للإطلاع على مزيد من التفاصيل، بإمكانك تصفح الموقع التالي:

## متجر بلاك بيري
في ديسمبر 2007، تم افتتاح أول متجر بلاك بيري في فارمينجتون هلز في ولاية ميشيجان. مع أن هذا المتجر هو الوحيد الموجود حاليا، إلا أنه لم يكن الأول من نوعه، فقد كانت هناك ثلاث محاولات لافتتاح متاجر بلاك بيري في تورونتو ولندن وتشارلوت ولكنهم أغلقوا لاحقا. يعرض المتجر أجهزة تشغلها شركات أي تي أند تي (AT&T) وفيرايزون وايرلس (Verizon) وتيموبايل (T-Mobile) وسبرينت (Sprint)، وهم أكبر شركات للاتصالات الخلوية تشغل هواتف ذكية في الولايات المتحدة. لا يتم تدريب الموظفين على أجهزة بلاكبيري فحسب، بل يتم أيضا تدريبهم على الإجراءات المتبعة في كل من الشركات السابق ذكرها. يوجد أيضا متجر غير رسمي اسمه بلاك ستور في كراكاس، فنزويلا.

## مقاضاة ريسيرش إن موشن بدعوى انتهاك حقوق براءات اختراع
في عام 2000، أرسلت شركة إن تي بي (NTP) اشعارا إلى عدد من الشركات بأن إن تي بي تمتلك براءات الاختراع في مجال البريد الإلكتروني اللاسلكي، وأنها صاحبة حق استخدام هذه البراءات كما عرضت ترخيص البراءات مقابل مبالغ مالية. رفعت إن تي بي قضية بدعوى انتهاك براءات اختراعها ضد شركة ريسيرش إن موشن في محكمة الولايات المتحدة الفدرالية لمنطقة شرق فرجينيا، والتي تعرف بالتزامها الصارم بالجداول والمواعيد، كما أنها تعرف بسرعتها في الحكم في قضايا براءات الاختراع على وجه الخصوص.
قررت هيئة المحلفين أن اختراعات إن تي بي كانت صحيحة، وان ريسيرش إن موشن انتهكتها عن قصد، وأمرت المحكمة أن تقوم ريسرش إن موشن بدفع 33 مليون دولار أمريكي كتعويض عن أضرار لإن تي بي. قرر القاضي جيمس سبنسر أن يزيد من قيمة الأضرار إلى 53 مليون دولار أمريكي كإجراء عقابي لأن الانتهاك اعتبر مقصودا. كما طلب القاضي من ريسرش إن موشن أن تدفع 4.5 مليون دولار كتعويض عن تكاليف التقاضي القانونية، كما أصدر أمر قضائيا بإيقاف استخدام البراءات من قبل ريسرش إن موشن، وهو ما عرض أنظمة بلاك بيري للتوقف عن العمل في الولايات المتحدة الأمريكية.
استأنفت ريسيرش إن موشن جميع قرارات المحكمة، وظل الأمر القضائي بالإيقاف معلقا إلى حين ظهور نتائج الاستئناف.
في مارس 2005 وأثناء مداولات الاستئناف، حاولت ريسيرش إن موشن وإن تي بي التوصل إلى تسوية لنزاعهما تقوم بموجبه ريسرش إن موشن بدفع مبلغ 450 مليون دولار لإن تي بي، إلا أن المفاوضات انهارت، وعاد الطرفان إلى التقاضي في 10 يونيو 2005.
في نوفمبر 2005، أرسلت وزارة العدل الأمريكية وثائق للمحكمة تطلب منها أن تسمح لخدمة بلاك بري بالاستمرار نظرا للعدد الكبير من مستخدميها في حكومة الولايات المتحدة.
في يناير 2006, رفضت المحكمة العليا الأمريكية الاستماع لاستئناف ريسرش إن موشن، مما أدى إلى إعادة القضية إلى محكمة القاضي سبنسر، وهو ما قد يأدي إلى تنفيذ الأمر القضائي بإيقاف خدمة بلاك بيري في الولايات المتحدة إذا ما أكد القاضي ذلك، وفي حال لم يتوصل الطرفان لتسوية.
في 9 فبراير 2006، أرسلت وزارة الدفاع الأمريكية وثائق إلى المحكمة تفيد بان إيقاف خدمة بلاك بيري باستثناء مستخدمي الحكومة أمر غير قبل للتنفيذ تقنيا، كما أكدت وزارة الدفاع أن خدمة بلاك بيري ضرورية للأمن القومي بسبب استخدامها بشكل كبير في الحكومة.
في فبراير 2006، أعلنت ريسرش إن موشن أنها تمكنت من تطوير برامج تسمح بتشغيل بلاك بيري دون انتهاك براءات إن تي بي، وأعلنت أنها سوف تستخدمها إذا ما تم تنفيذ أمر الإيقاف.
في 3 مارس 2006، وبعد تحذير صارم من القاضي سبنسر، أعلنت ريسرش إن موشن وإن تي بي عن تسوية النزاع، حيث اقتضت التسوية أن تدفع ريسرش إن موشن 612.5 مليون دولار أمريكي «كتسوية كاملة ونهائية لكافة الدعاوي». وقالت ريسرش إن موشن في بيان أصدرته «تم الانتهاء من كافة شروط الإتفاق، وتم إيقاف التقاضي ضد ريسرش إن موشن بأمر محكمة صدر خلال ما بعد الظهيرة. ينهي هذا الاتفاق إمكانية التقاضي أو إصدار أمر بدفع أضرار أو إيقاف الخدمة». يعتبر الكثير من المحليين أن التسوية المالية كانت ضئيلة القيمة لانها لم تشترط على ريسرش إن موشن أن تدفع نسبة من العوائد عن الملكية الفكرية للتقنية المتنازع عليها.

## المنافسة
تعتبر الهواتف الذكية التي تستخدم أنظمة تشغيل أندرويد وجهاز آي فون المنافس الرئيسي للبلاك بيري. إلا أن الكثيرين يفضلون البلاك بيري بسبب سهولة استخدامه، ودرجة الحماية التي تتمتع بها خدمة البريد الإلكتروني ولوحة المفاتيح سهلة الاستخدام وبعض التطبيقات مثل بلاك بيري مسنجر. الجدير بالذكر أن مبيعات بلاك بيري تخطت 100 مليون جهاز مع نهاية مايو 2010 نتيجة للمبيعات القياسية التي تحققت في الفترة الواقعة ما بين مارس 2010 ومايو 2010.، وفي أكتوبر 2011 اقامت بلاك بيري مؤتمر المطورين (DevCon) والذي اعلنت فيه ان مبيعاتها تخطت 170 مليون جهاز.

## بلاك بيري وأوباما
عرف رئيس الولايات المتحدة الأمريكية أوباما باعتماده على البلاك بيري 8830 للتواصل مع ناخبيه خلال حملته الرئاسية سنة 2008، واستمر في استخدامه حتى بعد تنصيبه رئيسا بعد أن تم تحميل برمجيات ذات تشفير خاص على جهازه، وهو ما اعتبره خبراء التسويق خدمة تسويقية مجانية تتراوح قيمتها ما بين 25 و 50 مليون دولار.

## التشريعات الحكومية
عبرت العديد من الدول عن تحفظاتها على قوة التشفير في بلاك بيري وحقيقة أن البيانات يتم نقلها باستخدام خوادم تمتلكها ريسيرش إن موشن، وهي بالتالي لا تقع ضمن الصلاحية القانونية لتلك الدول، كما اعتبرت الإمارات العربية المتحدة أن البلاك بيري يشكل خطرا قوميا على أمنها للأسباب السابق ذكرها. قامت حكومة الإمارات بالطلب من مستخدمي البلاك بيري في الإمارات أن يقوموا بتحميل تحديث لجهاز البلاك بيري، إلا أنه تبين أن التحديث كان برنامجا للتجسس على البريد الإلكتروني والمكالمات الهاتفية. في الأول من أغسطس 2010، قررت سلطة تنظيم الاتصالات في الإمارات تعليق خدمات البلاك بيري (تصفح الإنترنت والبلاك بيري مسنجر والبريد الالكتروني) ابتداء من 11 أكتوبر 2010، حيث تم اتخاذ هذا القرار نظرا لعدم الاتفاق على استضافة خوادم البلاك بيري في الإمارات ومراقبتها وفقا لقوانين الإمارات المنظمة للاتصالات. في الثامن من أكتوبر 2008، أعلنت هيئة تنظيم الاتصالات الإماراتية أن خدمات البلاك بيري سوف تستمر بالعمل كالمعتاد.
طلبت السلطات الهندية من ريسرش إن موشن، الشركة المصنعة للبلاك بيري، أن تزودها بطريقة للوصول إلى البيانات المشفرة المتعلقة بالاتصالات إلى ومن وداخل الهند، وذلك بسبب مخاوف من استخدام الجماعات المتمردة والإرهابيين لخدمات البلاك بيري المشفرة لشن حرب بالوكالة على الهند. خلال هجمات نوفمبر 2008 في مومباي، استخدم الإرهابيون تقنيات الاتصال عبر الأقمار الصناعية والهواتف النقالة، وهو ما أدى إلى جعل حكومة الهند ووكالاتها الأمنية أكثر حذرا وصرامة في تنظيم الاتصالات داخل الدولة. تفادت ريسرش إن موشن حظر خدمات بلاك بيري في الهند، حيث أعلنت الحكومة الهندية أن ريسرش إن موشن أعدت حلا مؤقتا لاعتراض بيانات رسول بلاك بيري قانونيا، وأشارت إلى أن حلا دائما سوف يتم إعداده مع نهاية يناير 2011.

## وصلات خارجية
- الموقع الرسمي
- مراجعة للبلاك بيري
- عالم بلاك بيري للتطبيقات